# فنون الطهي

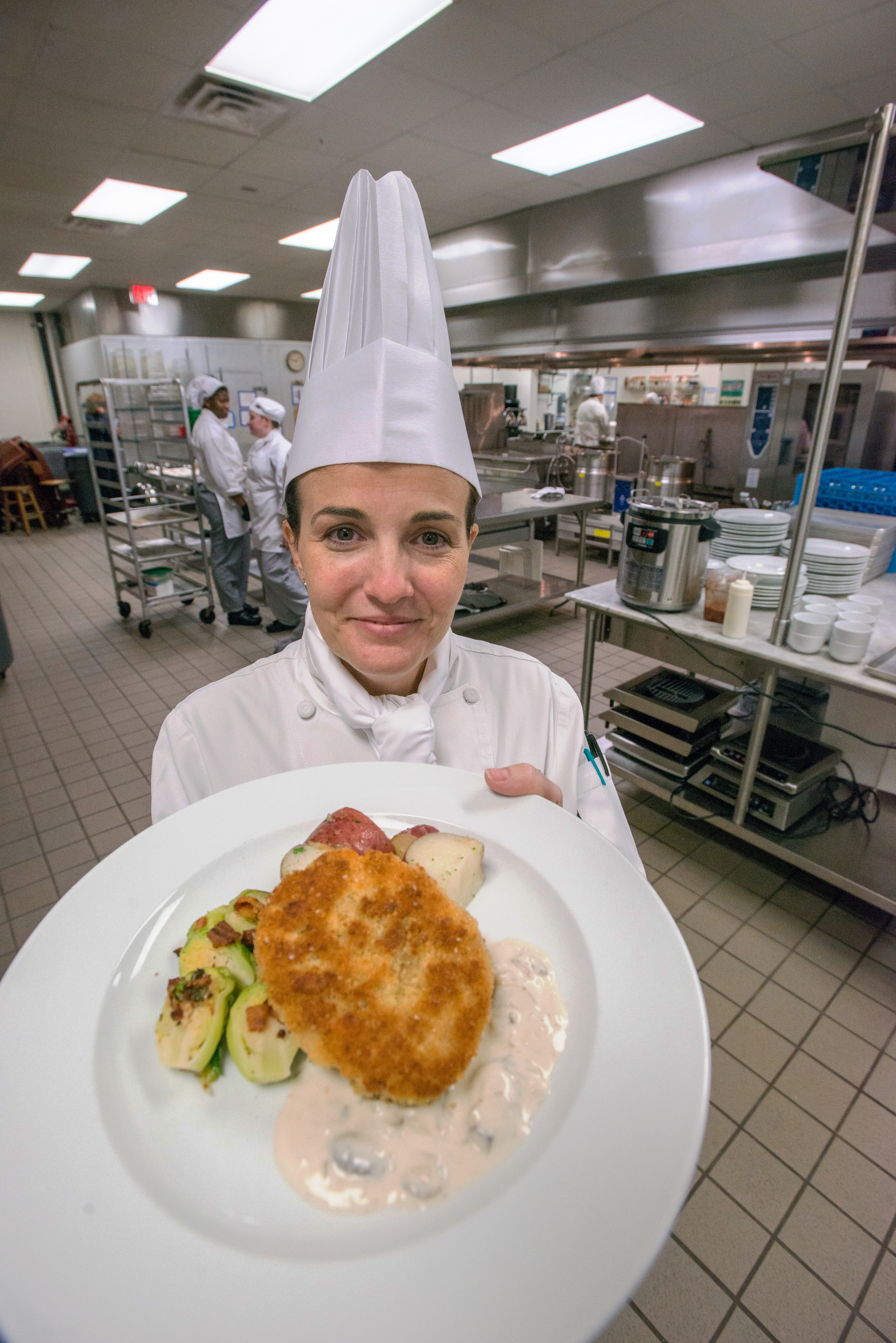
مدرس فنون الطهي في كلية جوينيت التقنية في لورانسفيل، جورجيا ، 2015

فنون الطهي هي فنون المطبخ الخاصة بإعداد الطعام وطهيه وتقديمه ، وعادة ما تكون في شكل وجبات. الأشخاص الذين يعملون في هذا المجال خاصة في المؤسسات مثل المطاعم يطلق عليهم عادة اسم الطهاة أو الطباخين، على الرغم من أنه في العموم يتم استخدام مصطلحي فنان الطهي والطباخ أيضًا.
يعتني الطهاة المحترفون بإعداد وجبات تجمع بين الجمال والطعم اللذيذ في آن واحد. يتطلب هذا عادةً إلمامًا بعلم الغذاء والتغذية والأنظمة الغذائية المختلفة. وتعتبر محلات الأطعمة الشهية والمؤسسات الكبيرة مثل الفنادق والمستشفيات من أبرز أماكن عملهم بعد المطاعم.

## تاريخ
بدأت أصول فنون الطهي مع البشر البدائيين منذ حوالي 2 مليون سنة.توجد نظريات مختلفة حول كيفية استخدام البشر الأوائل للنار لطهي اللحوم.وفقًا لعالم الأنثروبولوجيا ريتشارد رانغهام ، مؤلف كتاب "إشعال النار: كيف جعلنا الطبخ بشرًا"، كان البشر البدائيون في البداية يلقون قطعة لحم نيئة في النار، ويشاهدونها وهي تحترق. وهناك نظرية أخرى تفترض أن البشر قد اكتشفوا أولى متعة اللحوم المشوية عن طريق الصدفة، عندما لاحظوا أن لحم حيوان قتل في حريق غابة كان أكثر لذة وأسهل للمضغ والهضم مقارنة باللحوم النيئة.
تحسنت تقنيات الطهي مع إدخال الفخار والأواني الحجرية، وتدجين الماشية، والتقدم في الزراعة. في الحضارات المبكرة، كان الأساسيون للطهاة والمحترفين هم ملوك، أو الأرستقراطيين، أو الكهنة.أدى الانقسام بين الطهاة المحترفين الذين يطبخون للأثرياء والفلاحين الذين يطبخون لعائلاتهم إلى ظهور العديد من المأكولات.
تم دراسة وتنظيم فنون الطهي في أوروبا من قبل جان أنثيلمي بريلات سافارين، المشهور بمقولته"أخبرني ماذا تأكل، وسأخبرك من أنت"، والتي تمت ترجمتها بشكل خاطئ وتبسيطها منذ ذلك الحين إلى "أنت ما تأكله". ساعد أشخاص آخرون في تحليل الأجزاء المختلفة لعلم الأغذية وعلم الطهي.مع مرور الوقت، أدت الدراسات العميقة والمفصلة حول الأطعمة والفنون الطهوية إلى ثروة أكبر من المعرفة.
وفي آسيا،أدى مسار مماثل إلى دراسة منفصلة للفنون الطهوية، والتي اندمجت في وقت لاحق بشكل أساسي مع نظيرتها الغربية.في السوق الدولية الحديثة،لم يعد هناك تقسيم واضح بين الأطعمة الغربية والشرقية. يتعرف طلاب فنون الطهي اليوم، بشكل عام،على المأكولات المختلفة للعديد من الثقافات المختلفة من جميع أنحاء العالم.
بدأ فن الطهي في العالم الغربي، كحرفة ثم كمجال للدراسة، في التطور في نهاية عصر النهضة. قبل ذلك، كان الطهاة يعملون في القلاع، فيطبخون للملوك والملكات، وكذلك لعائلاتهم، وضيوفهم، وغيرهم من عمال القلعة. مع تلاشي الحكم الملكي كأسلوب حياة، نقل الطهاة حرفتهم إلى النزل والفنادق.ومن هنا تطورت الحرفة إلى مجال للدراسة.
قبل إنشاء مؤسسات الطهي، كان الطهاة المحترفون بمثابة مرشدين للطلاب الأفراد الذين يتدربون تحت إشرافهم. في عام 1879،تأسست أول مدرسة للطهي في الولايات المتحدة: مدرسة بوسطن للطهي. قامت هذه المدرسة بتوحيد ممارسات الطبخ والوصفات،وأرست الأساس لمدارس فنون الطهي التي تلتها.

## الأدوات والتقنيات

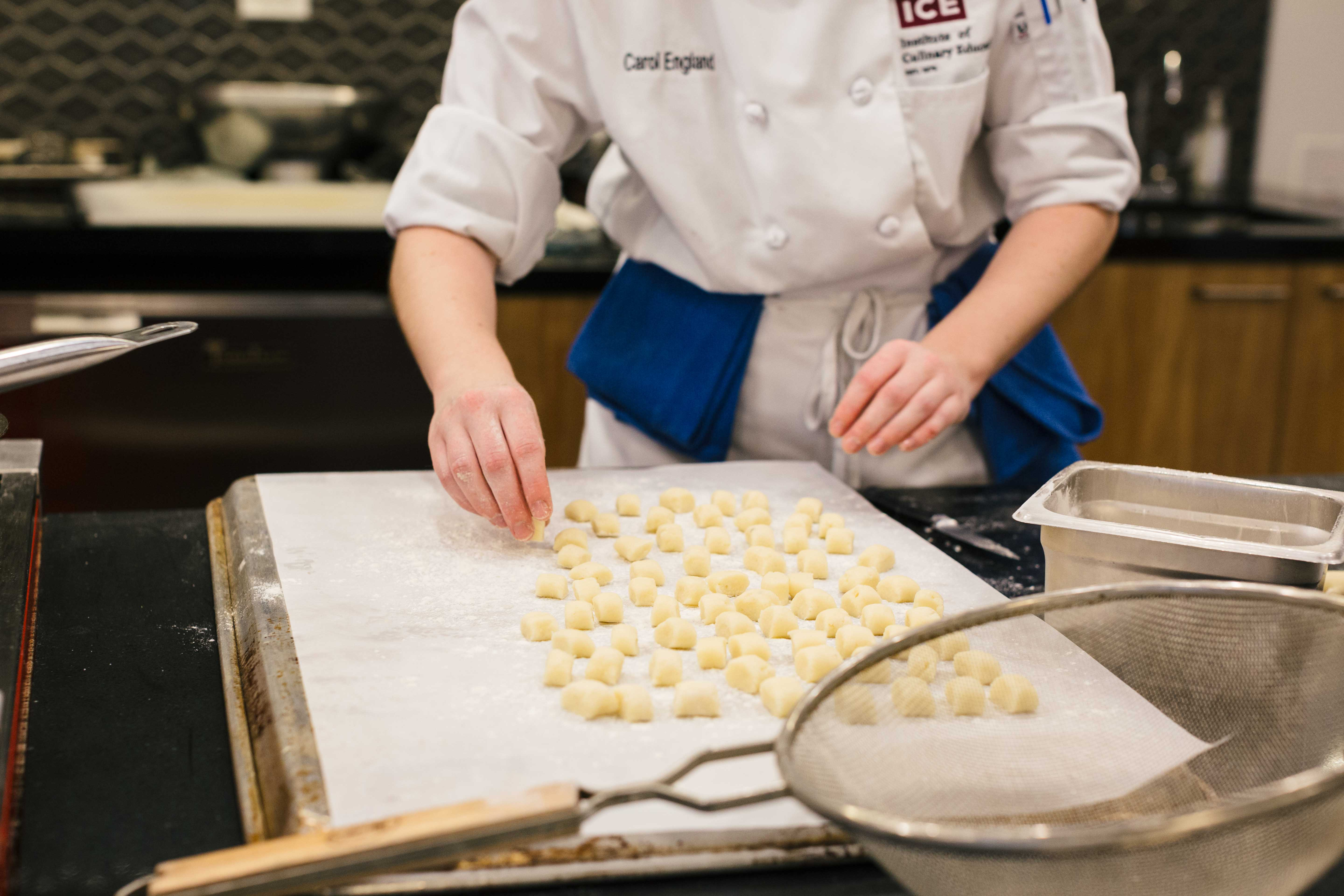
طاهٍ يقوم بإعداد الطعام على صينية خبز معدنية مغطاة بورق البرشمان

يعد الجزء المتكامل من فنون الطهي هو الأدوات المعروفة بأدوات الطبخ أو المطبخ،والتي يستخدمها الطهاة المحترفون وطهاة المنازل على حد سواء. غالبًا ما يطلق المتخصصون في فنون الطهي على هذه الأدوات المصطلح الفرنسي "batterie de cuisine". تختلف هذه الأدوات من حيث المواد والاستخدام.يتم تصنيع أدوات الطهي من أي شيء بدءًا من الخشب والزجاج وأنواع مختلفة من المعادن، إلى السيليكون والبلاستيك الأحدث الذي يمكن رؤيته في العديد من المطابخ اليوم.
في عالم فنون الطهي، توجد مجموعة متنوعة من تقنيات الطهي التي نشأت من ثقافات مختلفة وما تزال تتطور مع مرور الزمن، حيث يتم تبادل هذه التقنيات بين الثقافات وتتكيف مع التقدم التكنولوجي. تتطلب كل تقنية طهي معينة أدوات خاصة، مكونات محددة، ومصادر حرارة معينة لتحقيق النتيجة المرغوبة. قد يستخدم الطهاة المحترفون تقنيات قد لا يعتمد عليها الطهاة المنزليون، مثل استخدام شوايات احترافية باهظة الثمن. :458–462

## دراسة مهنية
يدرس طلاب فنون الطهي الحديثة العديد من الجوانب المختلفة للطعام. تشمل مجالات الدراسة المحددة الجزارة والكيمياء والديناميكا الحرارية والعرض المرئي وسلامة الغذاء والتغذية البشرية وعلم وظائف الأعضاء والتاريخ الدولي وتخطيط القائمة وتصنيع المواد الغذائية(مثل طحن القمح إلى دقيق أو تكرير نباتات القصب إلى سكر بلوري)وغيرها الكثير.
ييعد التدريب في فنون الطهي متاحًا في معظم دول العالم، وعادة ما يكون على مستوى عالٍ (جامعي) في مؤسسات ممولة من الحكومة أو القطاع الخاص أو التجارية. برامج فنون الطهي الاحترافية هي دراسات تعليمية ومهارية منظمة تمتد عادة على مدى ثلاث سنوات، وتُقدّم بالتعاون مع الجامعات ومدارس فندقية وطهي مختارة.

## قراءة إضافية
- بيل، إيلين. اختيار مهنة في صناعة المطاعم . نيويورك: روزن للنشر. المجموعة، 1997.
- معهد البحوث. المهن والوظائف في قطاع المطاعم: الوظائف، الإدارة، الملكية. شيكاغو: المعهد، 1977.

## روابط خارجية
- درجة في فنون الطهي – ciachef.edu
- ما هو فن الطهي – hospitalityinsights.ehl.edu